# Trehalosa
La trehalosa o micosa es un compuesto orgánico, un carbohidrato del grupo de los disacáridos. En la trehalosa natural, dos residuos de D-glucosa están unidos por un enlace α-1,1-glicosídico.
Se obtiene a nivel industrial partiendo del almidón procedente de cereales, y se usa en alimentos para deportistas y como agente de carga.

## Estructura
La trehalosa es un disacárido formado por un enlace α-1,1-glicosídico entre dos moléculas de α-glucosa.

## Propiedades fisicoquímicas
La trehalosa es una sustancia cristalina blanca, fácilmente soluble en agua, inodora y de sabor dulce (el dulzor de la trehalosa es aproximadamente el 45% del de la sacarosa). Según su estructura, la trehalosa es un disacárido, no reductor, ya que no tiene hidroxilo hemiacetal (glicosídico) libre. Debido a su enlace α(1→1), la trehalosa tiene un alto punto de fusión de 203 °C y es resistente a la hidrólisis ácida a altas temperaturas y en ambientes fuertemente ácidos.
No reacciona con el reactivo de Fehling. Durante la hidrólisis sólo forma glucosa. La enzima que hidroliza la trehalosa se llama trehalasa.

## Propiedades biológicas
Algunos organismos, sobre todo bacterias, levaduras, hongos, insectos e invertebrados, así como plantas inferiores y superiores, tienen enzimas que pueden producir trehalosa.
La trehalosa aporta a varios organismos la capacidad de recuperación tras una desecación prolongada; por ejemplo, a las larvas de quironómidos Polypedilum vanderplanki.
Se utiliza para prevenir y aliviar el síndrome del ojo seco en la solución humectante.

## Presencia en la naturaleza
La trehalosa se extrajo por primera vez del cornezuelo; también se encuentra en algas, levaduras, hongos superiores, líquenes, algunas plantas superiores y la hemolinfa de varios gusanos e insectos. Una rica fuente de trehalosa es el exudado del fresno (Trehala manna) excretado como resultado de las picaduras de insectos. Se han hallado derivados de la trehalosa en los bacilos de la tuberculosis: el “factor de cordón” altamente tóxico (la trehalosa está unida a 2 moléculas del ácido graso superior) y el fosfoglucano, en el que los residuos de trehalosa están unidos por un enlace fosfodiéster en una cadena lineal. La biosíntesis del fosfato de trehalosa se produce con la participación de uridina difosfato glucosa.

## Intolerancia a la trehalosa
La intolerancia a la trehalosa o intolerancia a los champiñones es una enfermedad poco conocida. La enfermedad se debe a la falta de la enzima trehalasa en el intestino delgado. Al no existir esta enzima, la trehalosa no puede ser desdoblada en las dos moléculas de glucosa que la forman. La falta de esta enzima en las vellosidades del intestino delgado provoca que la trehalosa pase sin digerir al intestino grueso, donde es fermentada por las bacterias, produciendo gases, malestar, diarreas, etc.
Es muy difícil diagnosticar ya que los síntomas son similares a otras, como la enfermedad celíaca, intolerancia a la lactosa, síndrome de intestino irritable, enfermedad de Crohn, etc. Aunque se puede diagnosticar midiendo la actividad enzimática de la trehalasa en una biopsia de las vellosidades intestinales, es mucho más sencillo hacerlo mediante la medición del hidrógeno espirado tras ingerir trehalosa.

## Criptobiosis
En julio de 2023, un grupo de científicos extrajo del permafrost siberiano, cercano al río Kolyma, unos nematodos congelados (Panagrolaimus kolymaensis) en estado latente, congelados entre 45.000 y 47.000 años atrás, desde fines del Pleistoceno.  Los científicos comprobaron que el disacárido Trehalosa había jugado un rol vital en la Cryptobiosis y evitar la deshidratación intensa.